# Mato Grković
Mato Grković (Podvinje, 4. ožujka 1898. – Zagreb, 21. svibnja 1973.) je hrvatski književnik.
Član je zagrebačke drame od 1925. do 1963. godine. 1925. godine pojavio se je na pozornici u ulozi Don Manuela u Calderónovoj "Gospođi đavolici" koju je postavio Ivo Raić. Pokazavši nesumnjiv scenski talent, inteligenciju u predavanju, te osobito lijep i čist štokavski govor, Grković je angažiran i otada trajno djeluje u Hrvatskom narodnom kazalištu, izuzevši sezonu 1927. – 1928. koju je proveo u Splitu.
U više od četiri desetljeća svoje aktivnosti Grković je interpretirao najširi repertoar u domaćim i stranim djelima, u klasici i suvremenoj drami, u ljubavničkim, herojskim, salonskim, pa i komičnim ulogama. Uz glumu Grković započinje raditi i kao redatelj, te daje zapažene scenske postave.
Uoči Drugoga svjetskog rata bio je i ravnatelj drame, od 1939. do 1940. Djelovao je i kao nastavnik na Akademiji za kazališnu umjetnost, te razvio znatnu književnu djelatnost. Napisao je dokumentarnu monografiju o Milki Trnini, koju je kritika jednodušno ocijenila kao izvanredno djelo, zatim studiju o Jean Racineu, dramatizirao Šenoinu "Lijepu Anku" i Tolstojevu "Anu Karenjinu", te redramatizirao "Zlatarovo zlato".

## Ostalo
- "Carevo novo ruho" kao inkvizitor (1961.)